# Michael Berkowitz
Michael Berkowitz (ur. 3 maja 1865 w Borysławiu lub Drohobyczu, zm. 18 maja 1935 w Bielsku) – żydowski pedagog i pisarz związany z Austro-Węgrami i Polską, pionier ruchu syjonistycznego.

## Życiorys
Michael Berkowitz urodził się w ortodoksyjnej rodzinie żydowskiej. Uczęszczał do żydowskiej szkoły religijnej we Lwowie, gdzie studiował język hebrajski. Sytuacja materialna zmusiła go do przerwania nauki i podjęcia pracy w sklepie, jednak po pewnym czasie powrócił do szkoły, tym razem do gimnazjum w Brodach, gdzie zdobył świadectwo dojrzałości. Wtedy też nawiązał znajomości z Rubinem Braudensem – pisarzem piszącym w językach jidysz i hebrajskim, Marcusem Ehrenpreisem – późniejszym rabinem Sztokholmu oraz Ozjaszem Thonem – późniejszym przywódcą galicyjskich i śląskich syjonistów oraz posłem na Sejm II RP. Wspólnie z Ehrenpreisem wydawał „Żydowską Bibliotekę Ludową”, a w 1886, jeszcze jako uczeń, został korespondentem hebrajskiego czasopisma „Haiwri”. Tematyka publikowanych przez niego artykułów dotyczyła zagadnień religijnych, politycznych, społecznych, a także naukowych i literackich.
W 1893 wyjechał do Wiednia, gdzie zetknął się z ideologią syjonistyczną. W najstarszej żydowskiej korporacji studenckiej Austrii „Kadimah” organizował kursy języka hebrajskiego. Wspólnie z Zygmuntem Wernerem oraz Ernstem założył żydowsko-nacjonalistyczne zrzeszenie studentów galicyjskich pod nazwą „Gama’a”, które odrzuciło obowiązujący wtedy zwyczaj pojedynkowania się. Stał się wielkim zwolennikiem i propagatorem Theodora Herzla, głównego ideologa syjonizmu, którego informował o wszystkich ważnych publikacjach, ukazujących się w prasie żydowskiej i hebrajskiej.
Michael Berkowitz brał udział w przygotowaniach do I Kongresu Syjonistycznego, który odbył się we wrześniu 1897 r. w szwajcarskiej Bazylei. Reprezentował na nim stowarzyszenie Zion.

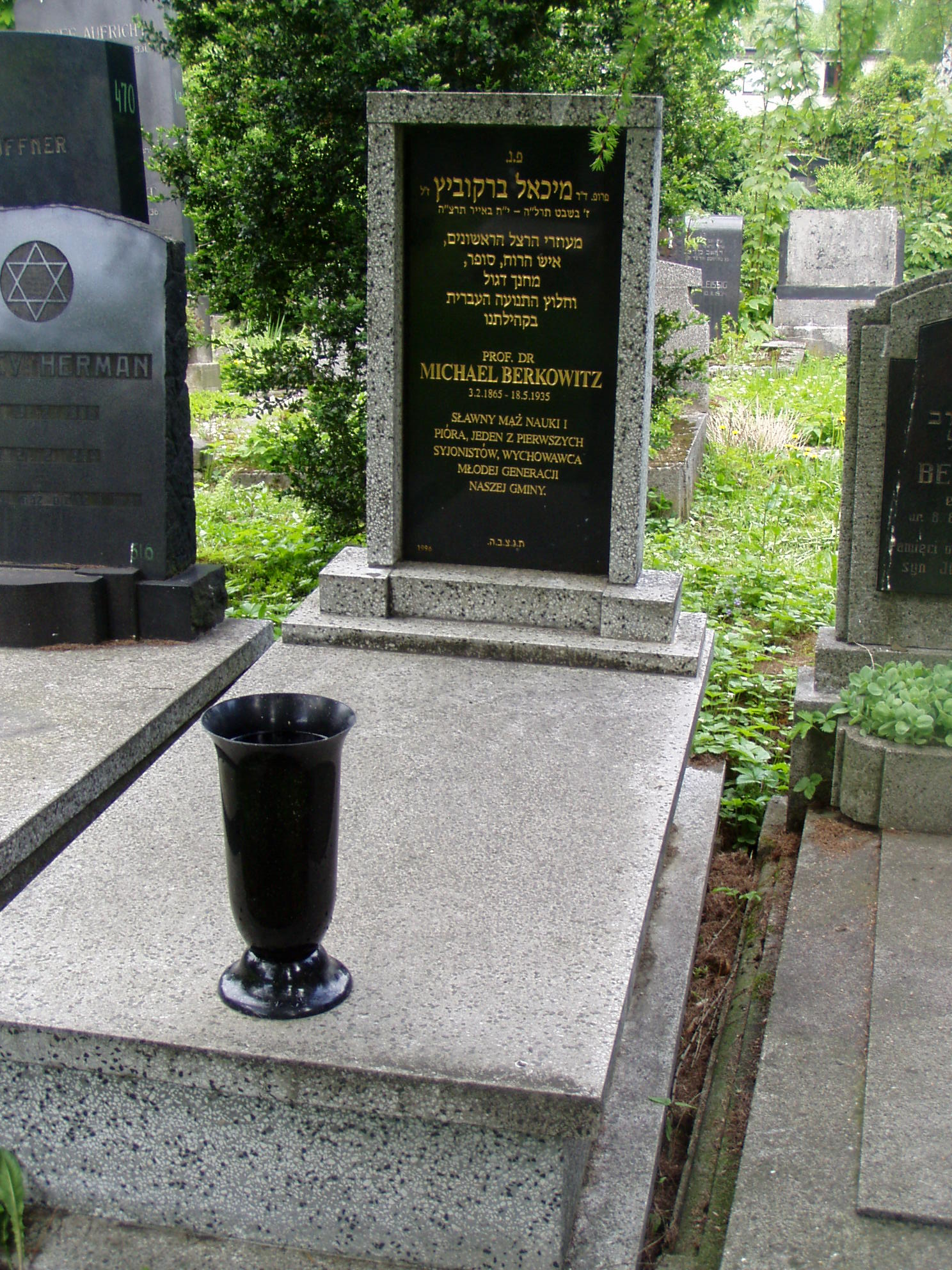
Grób Michaela Berkowitza na Cmentarzu Żydowskim w Bielsku-Białej

Po przeprowadzce do Krakowa w 1897 rozpoczął pracę jako bibliotekarz Towarzystwa Czytelniczego „Esra”. Od 1898 współpracował z krakowskim wydawnictwem Achi-Assaf, a także zajmował się pracami redakcyjnymi i administracyjnymi w wychodzącej w języku jidysz gazecie „Der Jud”. W 1903 Berkowitz wrócił do Wiednia, gdzie pod kierownictwem nauczyciela akademickiego Dawida Henryka Müllera studiował semityzm, uzyskując w 1906 tytuł doktora filozofii.
W 1910 ukazała się w „Informacjach Wiedeńskiej Akademii Nauk” jego rozprawa zatytułowana Budowa strof w psalmach (niem. Der Strophenbau in den Psalmen). W dziele Monumenta Judaica znalazł się opracowany przez niego rozdział Monumenta Targumica. Pisał również do pierwszej na świecie syjonistycznej gazety „Die Welt” oraz nowojorskiego pisma „Zukunft”. Ponadto przetłumaczył na język hebrajski całość książki Theodora Herzla Judenstaat (pol. Państwo żydowskie).
Ponieważ praca naukowa nie zapewniała Berkowitzowi wystarczających dochodów, postanowił zająć się działalnością pedagogiczną. W latach 1909–1911 pracował jako nauczyciel gimnazjalny w Brnie i Igławie, a od 1911 jako profesor religii w Państwowym Gimnazjum w Bielsku, równocześnie biorąc udział w przygotowywaniu materiałów do wydawanego w Berlinie czterotomowego Jüdisches Lexikon (pol. Leksykon Żydowski).
W okresie międzywojennym jego działalność jako nauczyciela i wychowawcy w Bielsku była szeroko znana. Udzielał się także społecznie w bielskiej Gminie Wyznaniowej Żydowskiej, w której był niekwestionowanym autorytetem, działał w stowarzyszeniu kulturalnym Tarbuth, zrzeszeniu syjonistycznym Haszachar oraz pisał do bielskiego czasopisma „Jüdisches Volksblatt” (pol. Tygodnik Żydowski).
W 70. rocznicę urodzin w uznaniu jego zasług Zarząd Gminy Wyznaniowej Żydowskiej w Bielsku utworzył Fundację im. Michała Berkowicza, mającą na celu przyznawanie stypendiów dla studiującej młodzieży. Trzy miesiące później, w czasie święta Lag ba-Omer, Michael Berkowitz zmarł i został pochowany w Alei Zasłużonych na Cmentarzu Żydowskim w Bielsku.
W 1939 opublikowano w Bielsku książkę pt. Vätererbe und Zukunftshoffen, zawierającą zbiór jego artykułów w języku hebrajskim, polskim i niemieckim.